# Retrograde menstruatie
Retrograde menstruatie is het verschijnsel waarbij menstruatiebloed en kleine stukjes baarmoederslijmvlies van de baarmoeder terugvloeien door de eileiders naar de bekkenholte. 
Dit werd door dr. John Albertson Sampson in de jaren 20 van de twintigste eeuw gezien als de verklaring voor het ontstaan van endometriose. Er is echter gebleken dat deze retrograde menstruatie bij bijna alle vrouwen voorkomt, en dat endometriose niet komt door verspreiding van endometrium buiten de baarmoeder.
Endometriose is een aandoening waarbij weefsel dat lijkt op endometrium (baarmoederslijmvlies) zich verspreidt buiten de baarmoeder. Ondanks dat endometrioseweefsel lijkt op endometrium heeft het meer verschillen dan overeenkomsten.
De oorzaak van endometriose is tot op heden nog niet geheel opgehelderd.